# 对流单体

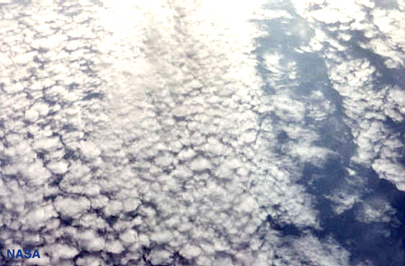
從飛機上望向高积云。高积云是由对流活动形成。

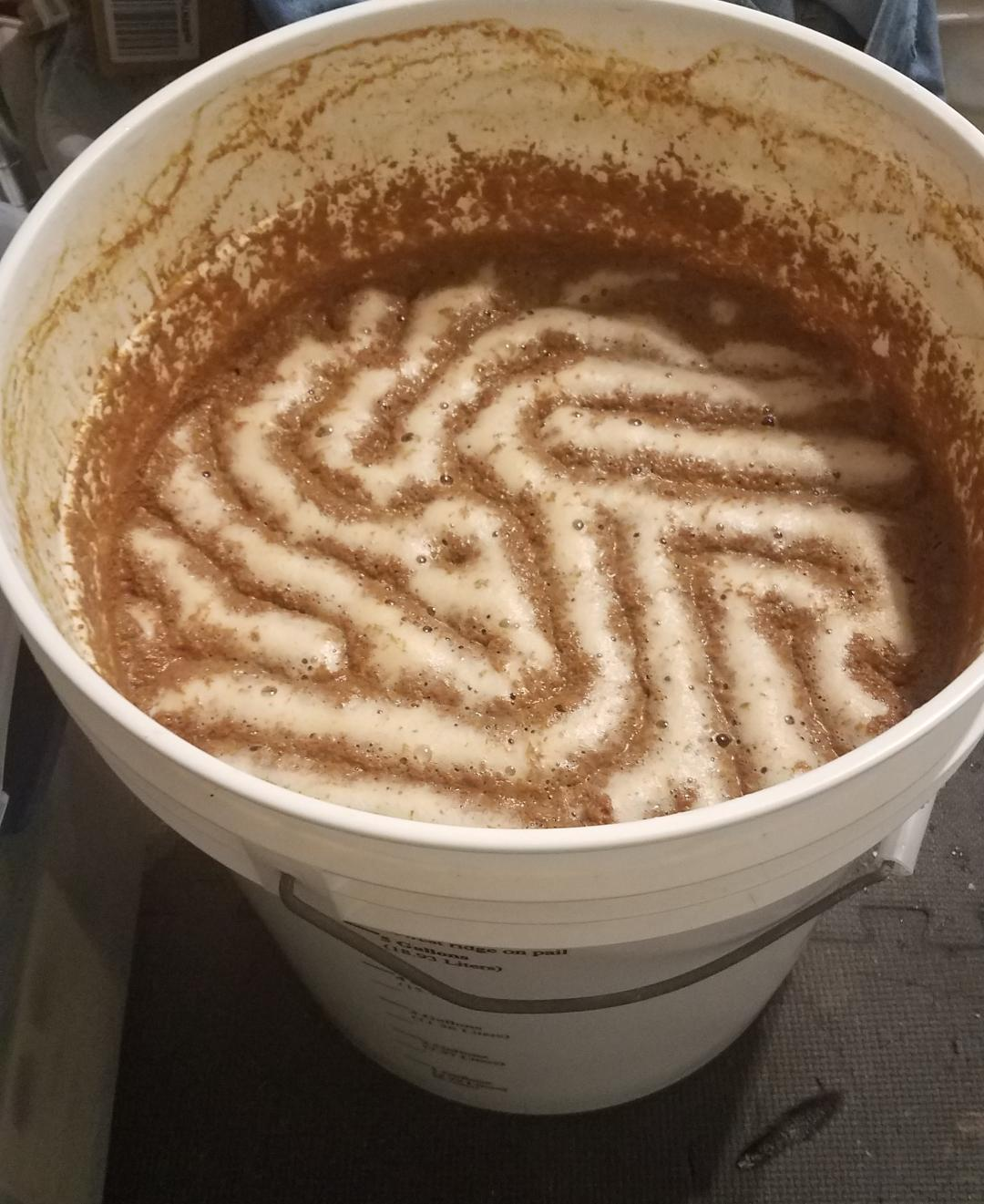
发酵 10 日后的 6 加仑桶蜂蜜酒，上面漂浮着肉桂。对流是由酵母释放二氧化碳引起。

在流體動力學领域，对流单体是当液体或气体体内存在密度差异时发生的现象。这些密度差异导致流体质点上升和/或下降，这是对流单体的关键特性。当一定体积的流体被加热时，它会膨胀并变得不稠密，因此比周围的流体更有浮力。流体中较冷、较稠密的部分下降到较热、较不稠密的流体下方，而较热的流体上升，循环往复，这种运动称为對流，运动体称为对流单体。这种特殊类型的对流，即从下方加热水平流体层，被称为瑞利-贝纳德对流。对流通常需要引力场，但在微重力实验中，已经观察到热对流可以没有引力效应。 
流体被概括为有流動特性的材料，往往指代液体；然而，流动性并不是液体独有。流体性也同样存在于气体甚至颗粒固体（例如沙子、砾石和岩石滑坡过程中的较大物体）中。
对流单体最顯著在雲形成及其能量释放和传输中。当空气沿着地面移动时，它会吸收热量、降低密度并向上浮。当它被迫进入气压较低的大气时，它不能像在低海拔地区那样包含尽可能多的液体，因此其中的水蒸气将凝结为液体或固体，从而产生降水，在此过程中，暖空气被冷却；暖气团密度增加而下沉，往复循环。
对流单体可以在任何流体中形成，包括地球的大气层（哈德里環流圈）、沸水、汤（对流单体可以通过它们运输的颗粒来识别，例如在粥中）、海洋或太阳表面。对流单体的大小很大程度上取决于流体的特性。

## 地球的对流层

### 雷暴云（强对流单体）

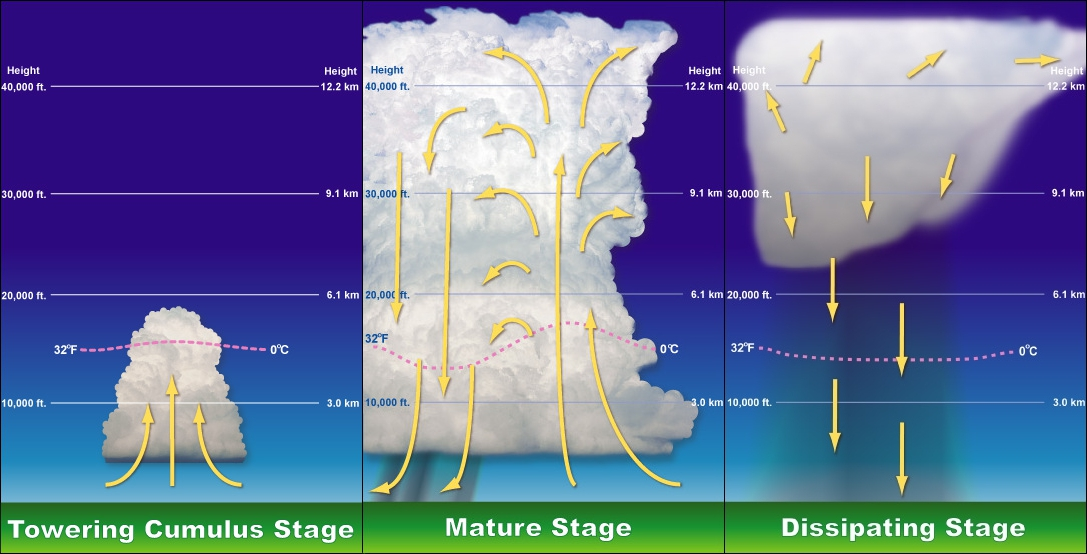
雷暴云的各个阶段。

暖空气的密度低于冷空气，因此暖空气在较冷的空气中上升， 类似于热气球。 当携带水分的相对温暖的空气在较冷的空气中上升时，就会形成云。当潮湿的空气上升时，它会冷却，导致上升的空气包中的一些水蒸气凝结。 当水分凝结时，它会释放出被称为汽化潜热的能量，这使得上升的空气包比周围的空气冷却得更少， 云团继续向上发展。如果大气中存在足够的不稳定性，这个过程将持续足够长的时间以形成积雨云，从而支持闪电和雷声。一般来说，雷暴的形成需要三个条件：水分、不稳定的气团和升力（热量）。
所有的雷暴，无论何种类型，都经历三个阶段：“发展阶段”、“成熟阶段”和“消散阶段”。 平均而言，雷暴云有24 km（15 mi）直径。 根据大气中的实际条件，这三个阶段总共平均需要经历 30 分钟。 

### 绝热过程
由下沉空气压缩引起的加热是造成一些天气现象的原因，例如奇努克风（在北美西部众所周知）或焚风 （在阿尔卑斯山）。

### 中间层
地球大气层按照温度垂直递减率分层，对流层为最底层，中间层则是第三层，其气温和对流层一样也是随高度递减，因此在这一层中也同样存在强烈的对流现象。不过由于缺少水汽，而且空气稀薄，其对流现象并没有对流层那么多种多样。

## 太阳内部
太阳的光球层由称为米粒组织的对流单体组成，它们是上升的过热柱（5,800°C) 平均直径约 1,000 公里的等离子体。等离子体在这些米粒体之间的狭窄空间上升和下降时冷却。